# Příští prezidentské volby na Ukrajině
Prezidentské volby na Ukrajině se měly konat 31. března 2024. Podle ukrajinské ústavy se totiž měly konat poslední neděli v březnu pátého roku funkčního období úřadujícího prezidenta. Kvůli vyhlášení válečného stavu a stanného práva, který platí od 24. února 2022 jako reakce na ruskou invazi na Ukrajinu, se však žádné volby nekonaly, protože ukrajinské zákony neumožňují konání prezidentských voleb během platnosti válečného stavu. Dokud platí, mohou být volby odloženy. Válečný stav byl od počátku invaze prodlužován v intervalech po 90 dnech se souhlasem parlamentu a naposledy (k dubnu 2025) byl prodloužen již po patnácté, a to až do 6. srpna 2025.
Prezident Volodymyr Zelenskyj konání voleb přesto nevyloučil. S pomocí EU a USA, které by zaštítily jejich transparentnost, jsou podle něj možné, ačkoli jejich konání by bylo mimořádně náročné. V takovém případě by bylo třeba logisticky a bezpečnostně zajistit např. hlasování vojáků rozmístěných na frontě, milionů uprchlíků po celém světě nebo Ukrajinců žijících v Rusku.